# The Birthday Party
The Birthday Party (спочатку The Boys Next Door) — австралійський пост-панк гурт, що існував в період 1978—1983 років. Незважаючи на обмежений комерційний успіх, вплив "The Birthday Party" мав далекосяжні наслідки, гурт вважається «одним з найтемніших і найскладніших пост-панк гуртів початку 80-х років». «Похмуре і шумне звучання» групи, з використанням елементів блюзу, фрі-джазу та рокабіллі, доповнювало історії про насилля та збочення у текстах Ніка Кейва. Їхня музика була описана критиком Саймоном Рейнолдсом як готик-рок, а їх сингл «Release the Bats» особливо вплинув на зародження готичної сцени.
В 1980 гурт переїхав з Мельбурну до Лондону, де їх підтримував радіоведучий Джон Піл. Звучання і живі виступи гурту, розчарованого перебуванням у Лондоні, стали ще жорстокішими. Невдовзі після переїзду до Західного Берліна у 1983 році гурт розпався.

## The Boys Next Door (1973–1978)
Ключові учасники гурту зустрілися у приватній чоловічій школі в Колфілді, в передмісті Мельбурну, на початку сімедесятих. В 1973 році Нік Кейв (вокал), Мік Харві (гітара) і Філ Калверт (ударні) разом з іншими учнями створили рок-гурт. Більшість з них також співали у шкільному хорі. Під різними назвами гурт виступав на вечірках і шкільних заходах з каверами на Девіда Бові, Лу Ріда, Roxy Music, Alice Cooper та інших.
Після закінчення школи у 1975 гурт став квартетом. Під впливом різкого розповсюдження панк-року у Австралії,  назвавшись The Boys Next Door, почали виконувати прото-панк кавери та кілька власних пісень. До листопаду 1977 року їхній репертуар складався переважно з швидких, власних пісень, таких як "Sex Crimes" і "Masturbation Generation", а стиль змінився у напрямку нової хвилі.
У 1978 до гурту, у якості другого гітариста приєднався Роланд С. Говард, саме у цей час звучання різко змінюється. Додавання гітари Говарда, безумовно, було каталізатором цього (у майбутньому його використання звукового зворотнього зв'язку стало відмінною рисою гурту). 

## Дискографія
The Boys Next Door
- Door, Door (1979)

The Birthday Party
- The Birthday Party (1980)
- Prayers on Fire (1981)
- Junkyard (1982)